# AS GNN
AS-FNIS is een Nigerese voetbalclub uit de hoofdstad Niamey.

## Erelijst
Landskampioen
2005, 2006, 2011, 2014, 2023, 2024
Beker van Niger
2007